# Munster (Alt Rin)
|  | Per a altres significats, vegeu «Munster (desambiguació)». |

 Munster  (en alsacià Mínschter) és un municipi francès, situat a la regió del Gran Est, al departament de l'Alt Rin. L'any 2004 tenia 5.018 habitants.

## Demografia
| 1962  | 1968  | 1975  | 1982  | 1990  | 1999  |
| ----- | ----- | ----- | ----- | ----- | ----- |
| 4.811 | 4.888 | 4.932 | 4.661 | 4.657 | 4.884 |

## Administració
| Període   | Identitat           | Partit |
| --------- | ------------------- | ------ |
| 1961-1977 | Robert Schmitt      |        |
| 1977-1995 | Christian Wollbrett |        |
| 1995-2008 | Marc Georges        |        |
| 2008-     | Pierre Dischinger   |        |

## Personatges il·lustres
- Michel Hausser, vibrafonista de jazz.
- Alfred Kern, escriptor
- Marcel Haedrich, periodista i escriptor.

## Galeria d'imatges

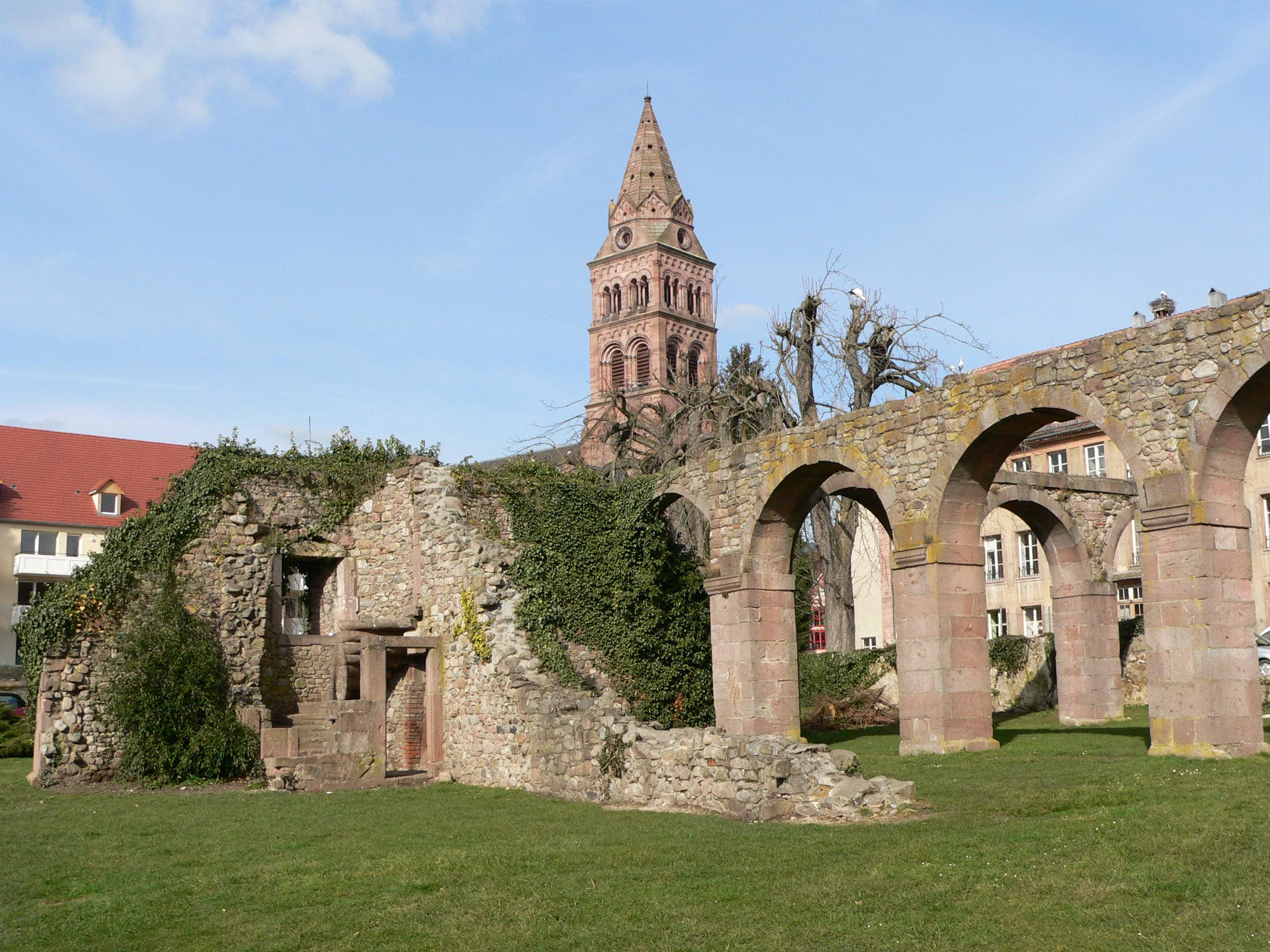
Ruïnes de l'abadia de Munster.
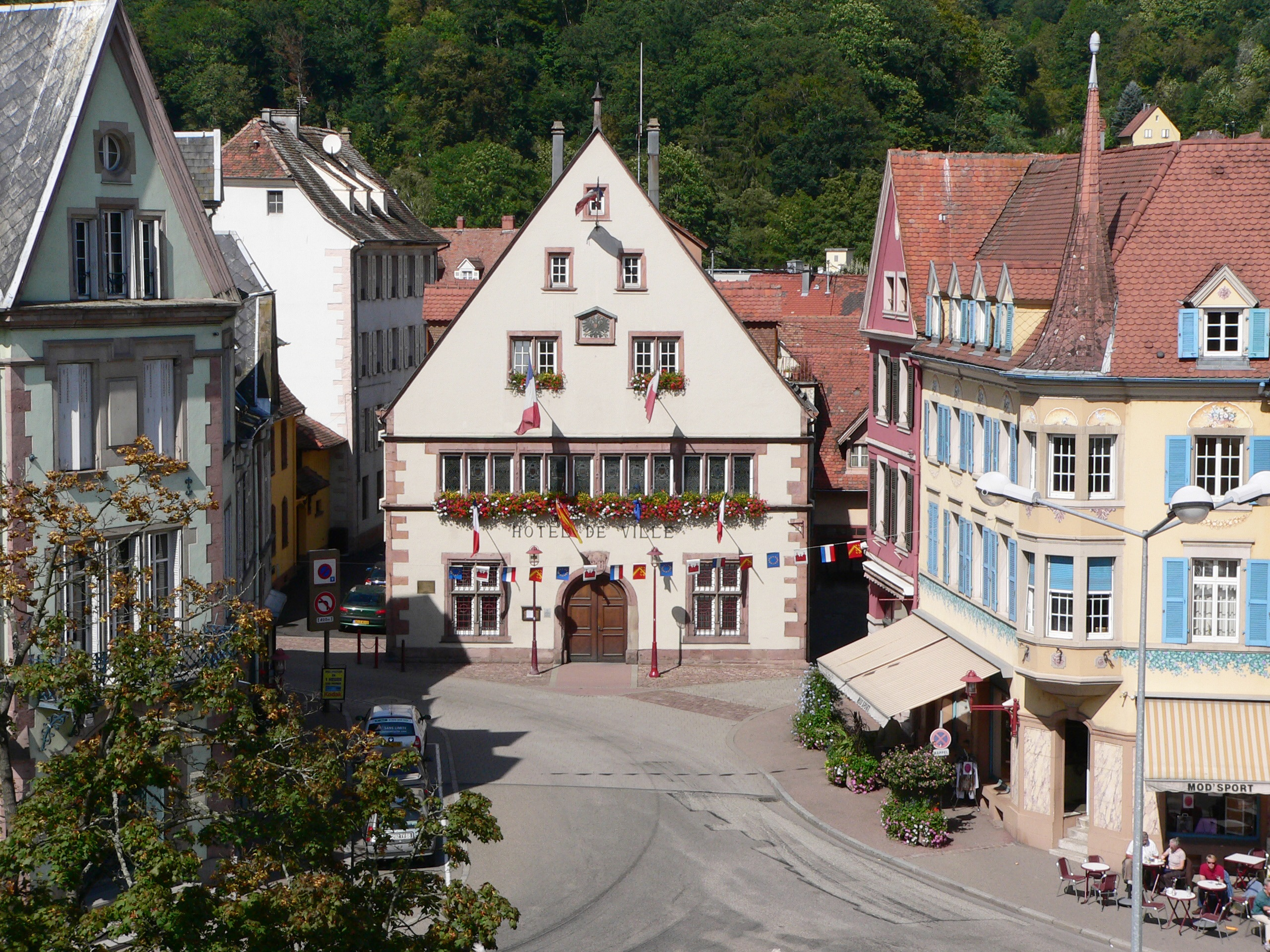
L'Hotel de la Vila (1550).
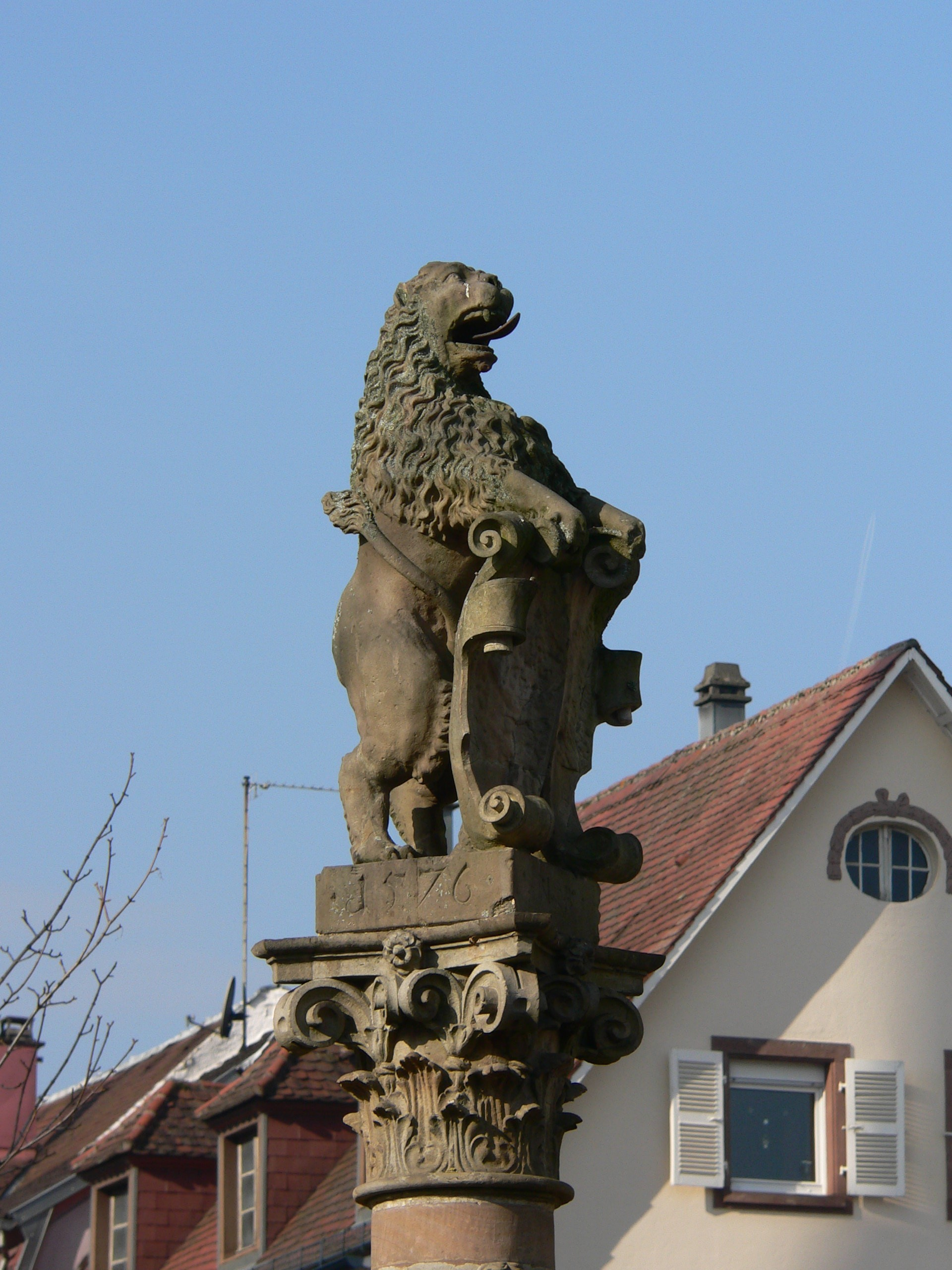
El lleó heràldic (1576).
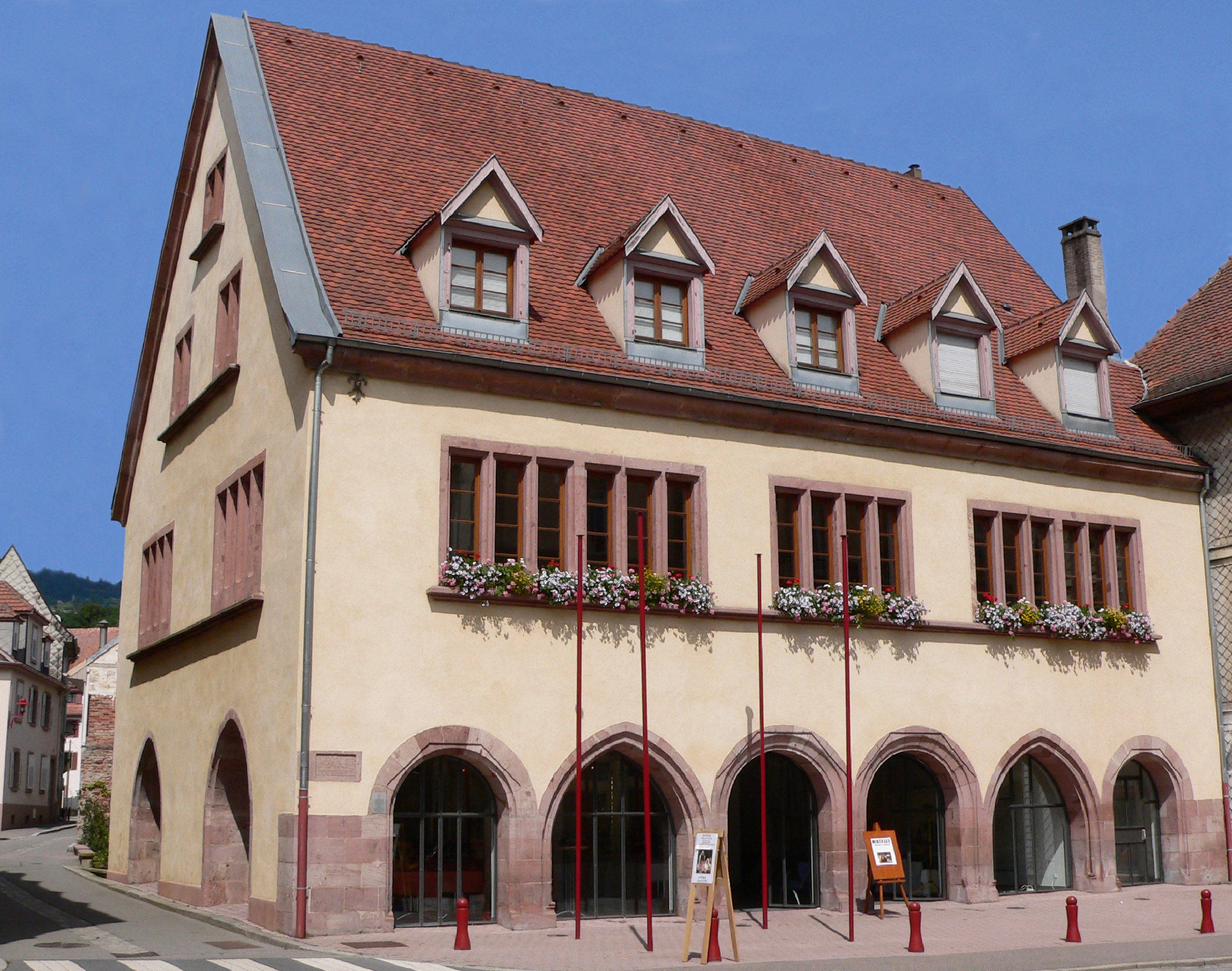
La Laub
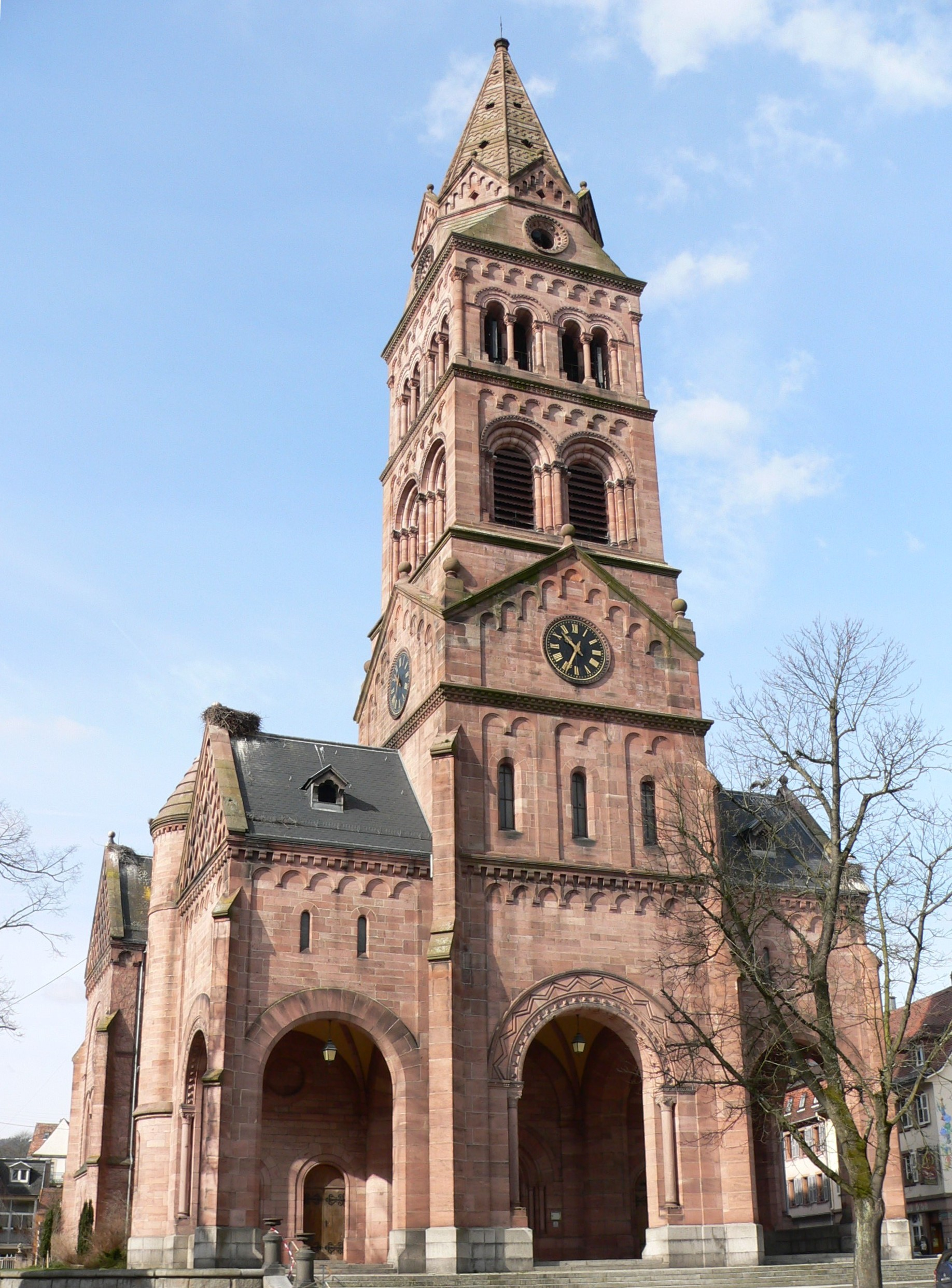
El Temple (1873).
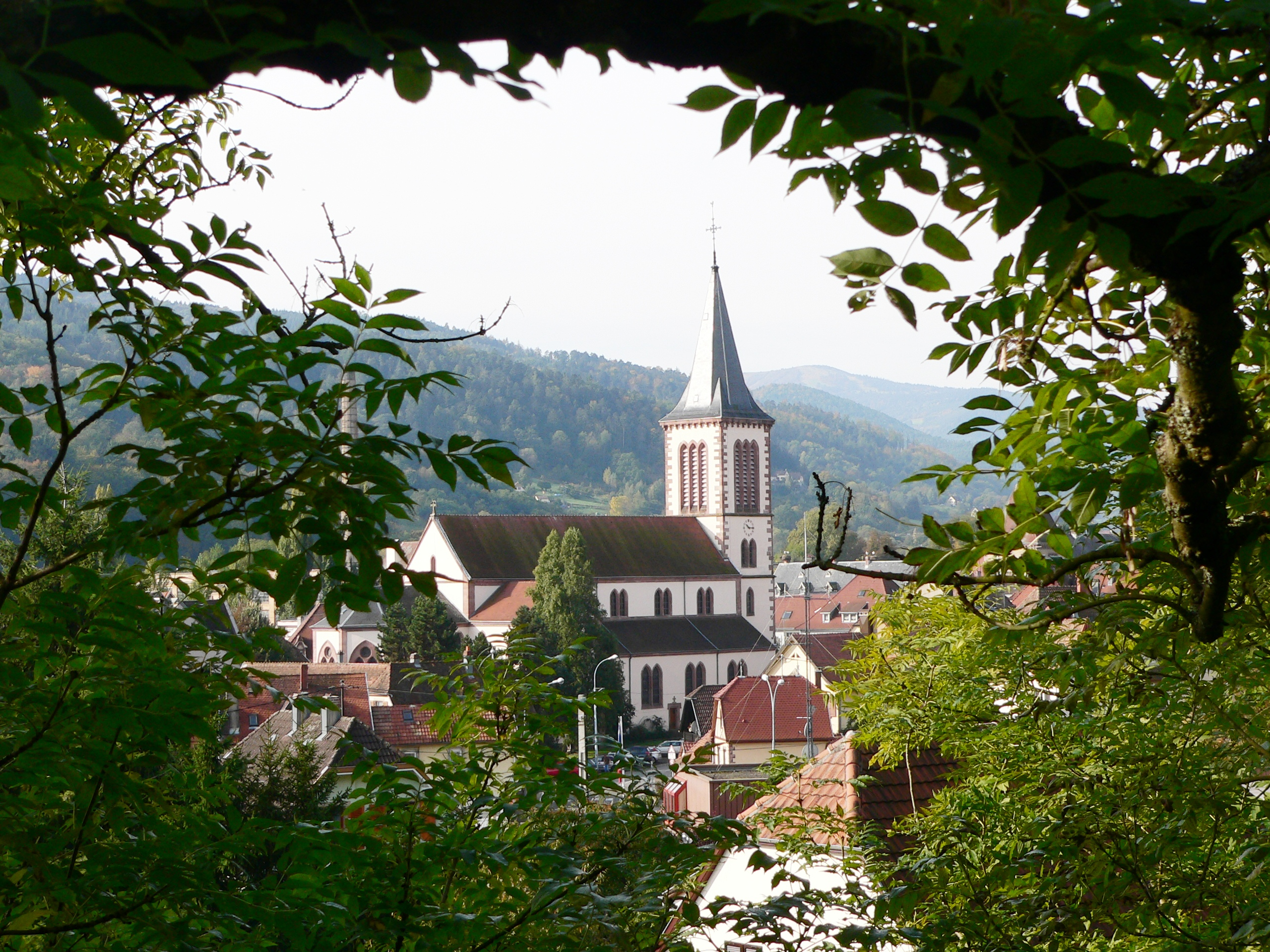
L'església catòlica.